# هارالد بولسن
هارالد بولسن (بالألمانية: Harald Paulsen)‏ هو مخرج وممثل ألماني، ولد في 26 أغسطس 1895 بإلمسهورن في ألمانيا، وتوفي في 4 أغسطس 1954 بهامبورغ في ألمانيا.

## وصلات خارجية
- هارالد بولسن على موقع IMDb (الإنجليزية)
- هارالد بولسن على موقع مونزينجر (الألمانية)
- هارالد بولسن على موقع ألو سيني (الفرنسية)
- هارالد بولسن على موقع ميوزك برينز (الإنجليزية)
- هارالد بولسن على موقع أول موفي (الإنجليزية)
- هارالد بولسن على موقع قاعدة بيانات الأفلام السويدية (السويدية)
- هارالد بولسن على موقع ديسكوغز (الإنجليزية)
- هارالد بولسن على موقع قاعدة بيانات الفيلم (الإنجليزية)
- هارالد بولسن على موقع كينوبويسك (الروسية)